# Valdemar Söderholm
Valdemar Söderholm, född 18 november 1909 i Mo församling, Västernorrland, död 10 november 1990 i Stockholm, var en svensk tonsättare, musikteoretiker och kyrkomusiker. 

## Biografi
Som kyrkomusiker var Söderholm verksam i Eksjö kyrka 1940–1946 och i Hedvig Eleonora kyrka i Stockholm 1946–1976. Han var lärare i harmonilära och kontrapunkt vid Kungliga Musikhögskolan i Stockholm. Söderholm har efterlämnat en mycket omfattande produktion av körsånger (för både blandad kör och lika röster), orgelverk och solosånger. Han publicerade läroböcker i harmonilära och kontrapunkt.
Söderholm var tillsammans med professorn och organisten Patrik Vretblad de två svenska musiker som efter en lång tids glömska lyfte fram Johan Helmich Romans stora och betydelsefulla produktion av andliga kompositioner. Tonsättaren och musikdirektören Karl-Erik Svedlund har i sin bok De sågo himmelen öppen (Normans Förlag 1966) lyft fram Söderholms betydelsefulla insats för att återupptäcka Romans kompositioner.
Valdemar Söderholm är gravsatt i Gustav Vasa kyrkas kolumbarium vid Odenplan i Stockholm.

## Verklista (i urval)
Orgel:
- 13 orgelsonatiner
- Koralbearbetningar för Orgel (Opus 21)(Noteria AB 1150)(1. Jesus är min vän den bäste; 2. Jag vet på vem jag tror; 3. Så går en dag än från vår tid; 4. Nu tackar Gud, allt folk)
- Toccata a-moll

Kör:
- Saligprisningarna